# Ravenspurn
Ravenspurn era un pueblo en Yorkshire del Este, Inglaterra, que se perdió debido a la erosión costera, fue uno de los más de 30 pueblos a lo largo de la costa de Holderness que se perdieron en el mar del Norte desde el siglo XIX. Estaba localizado cerca del extremo de una península cerca del poblado de Ravenser Odd, que también desapareció. La península todavía sobrevive y es conocida como Spurn Head. El mar del Norte se encuentra al este de la península y el río Humber al oeste. La ciudad importante más cercana es Kingston upon Hull.
La región de la costa es conocida como la costa de Holderness; geológicamente la tierra está formada por till glaciar (canto rodado), que está sujeto a la erosión costera. Actualmente, las áreas del mar alrededor de este sitio están siendo perforadas para extraer gas natural. Ravenspurn aparece en algunas obras de William Shakespeare: Ricardo II, Enrique IV, parte 1 y Enrique VI, parte 1, bajo la ortografía «Ravenspurgh».